# Katie Boyle
Catherine «Katie» Boyle —nacida como Caterina Irene Elena Maria Imperiali di Francavilla— (Florencia, Italia, 29 de mayo de 1926-20 de marzo de 2018) fue una actriz y presentadora de televisión italiana nacionalizada británica, conocida por haber sido miembro del jurado de concurso televisivo What's My Line? y por haber presentado el Festival de la Canción de Eurovisión en los años 1960 y años 1970. También fue una exconsejera sentimental, y resolvió problemas publicados en el TV Times por los lectores.

## Primeros años y carrera
Nació en Florencia, Italia, hija de un marqués italiano (Demetrio Imperiali di Francavilla), y su mujer, Dorothy Kate Ramsden. Fue a Gran Bretaña en 1946 y empezó su carrera como modelo, que incluía trabajo para publicaciones como Vogue. También apareció en varias películas en los años 1950, siendo la primera de ellas Old Mother Riley, Headmistress, (1950) en la cual fue presentada como Catherine Carleton, seguida de I'll Never Forget You (sin acreditar, 1951), Not Wanted on Voyage (1957), The Truth About Women (también en 1957), Intent to Kill (1958) con Richard Todd, y The Diary of Major Thompson (1955), con Jack Buchanan, filmada en Francia por Preston Sturges.
Boyle fue una locutora de continuidad para la BBC en los años 1950. Una década más tarde ella se convirtió en una personalidad de la televisión apareciendo regularmente en concursos televisivos y programas como What's My Line? y Juke Box Jury. En 1968 apareció, junto al comediante Lance Percival, en el juego de paneles de conocimiento médico Lance That Boyle. El show fue cancelado después de tres episodios. Fue la presentadora del Festival de la Canción de Eurovisión en los años 1960, 1963, 1968 y 1974, todas en Reino Unido.
En 1982 se interpretó a sí misma en la radio BBC The Competition, que contó la historia de un concurso internacional ficticio siendo celebrado en Bridlington. Boyle fue una invitada de honor en las convenciones de club de fanes de Eurovisión celebrado en 1988 y 1992. Apareció en el Festival de la Canción de Eurovisión 1998 celebrado en Birmingham como una invitada especial de la BBC. Su otro trabajo ha incluido teatro, televisión (What's Up Dog?) y radio (Katie and Friends). En 2004 Boyle fue una invitada a una versión de The Weakest Link en BBC1 con temática de Eurovisión organizado por Anne Robinson. Boyle se convirtió en la primera, y hasta la fecha la única, concursante en votarse a sí misma fuera del programa.

## Vida privada
En 1947 se casó con Richard Bentick Boyle, ix conde de Shannon; el matrimonio se divorció en 1955 pero mantuvo su apellido (Boyle). Ese mismo año, se casó con Greville Baylis, dueño de un caballo de carreras, que murió en 1976. En 1979 se casó con el empresario teatral Sir Peter Saunders, que murió en 2002. De acuerdo a Queen Elizabeth II: A Woman Who Is Not Amused por Nicholas Davies, Boyle tuvo una larga relación con Felipe de Edimburgo en los años 1950, a lo que ella respondió: «Es ridículo, pura invención. Cuando aparece impreso, la gente lo cree. No puedes tomar acciones legales porque aviva las llamas, así que solo tienes que aceptar que la gente diga completas mentiras sobre ti». Su representante durante la mayor parte de su vida profesional fue Bunny Lewis y fue miembro del comité de Battersea Dogs Home durante más de 25 años.
Falleció en su hogar, el martes 20 de marzo de 2018, a la edad de 91 años.

## Filmografía seleccionada
- Not Wanted on Voyage (1957)
- Intent to Kill (1958)